# 1769 în literatură
Anul 1769 în literatură a implicat o serie de evenimente și cărți noi semnificative.  

## Cărți noi

### Ficțiune
- Elizabeth Bonhôte - Hortensia, or, The Distressed Wife
- Frances Brooke - The History of Emily Montague (primul roman scris în Canada)
- Elizabeth Griffith și Richard Griffith
  - The Delicate Distress
  - Two Novels: in Letters
- Charles Jenner - The Placid Man
- Margaret Minifie cu Susannah Minifie Gunning - The Hermit
- Susannah Minifie - The Cottage
- Nicolas-Edme Rétif - Le Pied de Fanchette
- Tobias Smollett - The History and Adventures of an Atom
- William Tooke - The Loves of Othniel and Achsah